# Längenfeld
Längenfeld es una localidad del distrito de Imst, en el estado de Tirol, Austria, con una población estimada a principio del año 2018 de 4611 habitantes. 
Se encuentra ubicada al oeste de la ciudad de Innsbruck —la capital del estado—, cerca de la frontera con Alemania, al norte, y con Italia, al sur.

## Galerìa

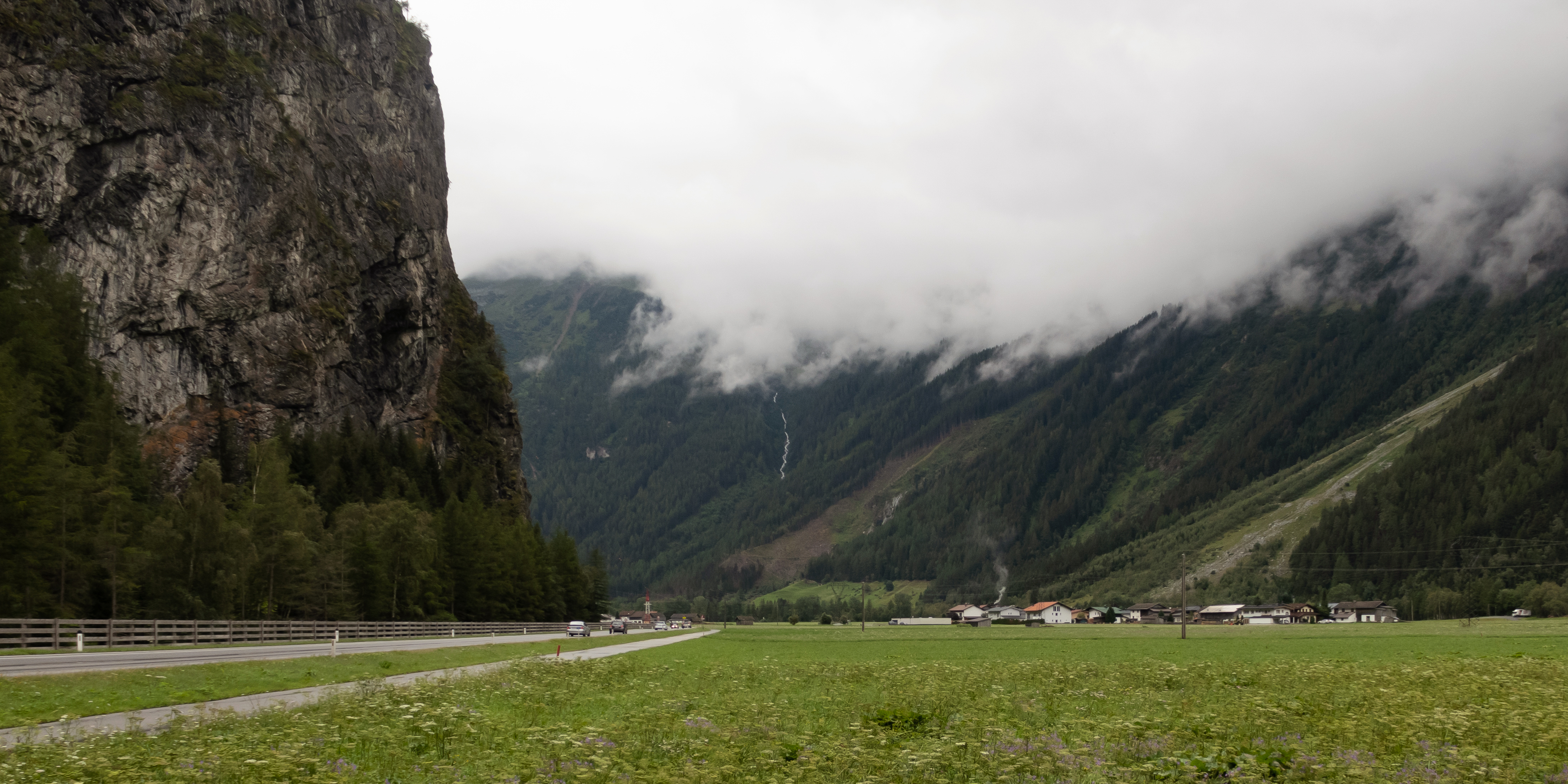
Panorama de la calle a Astlehn desde Oberlängenfeld
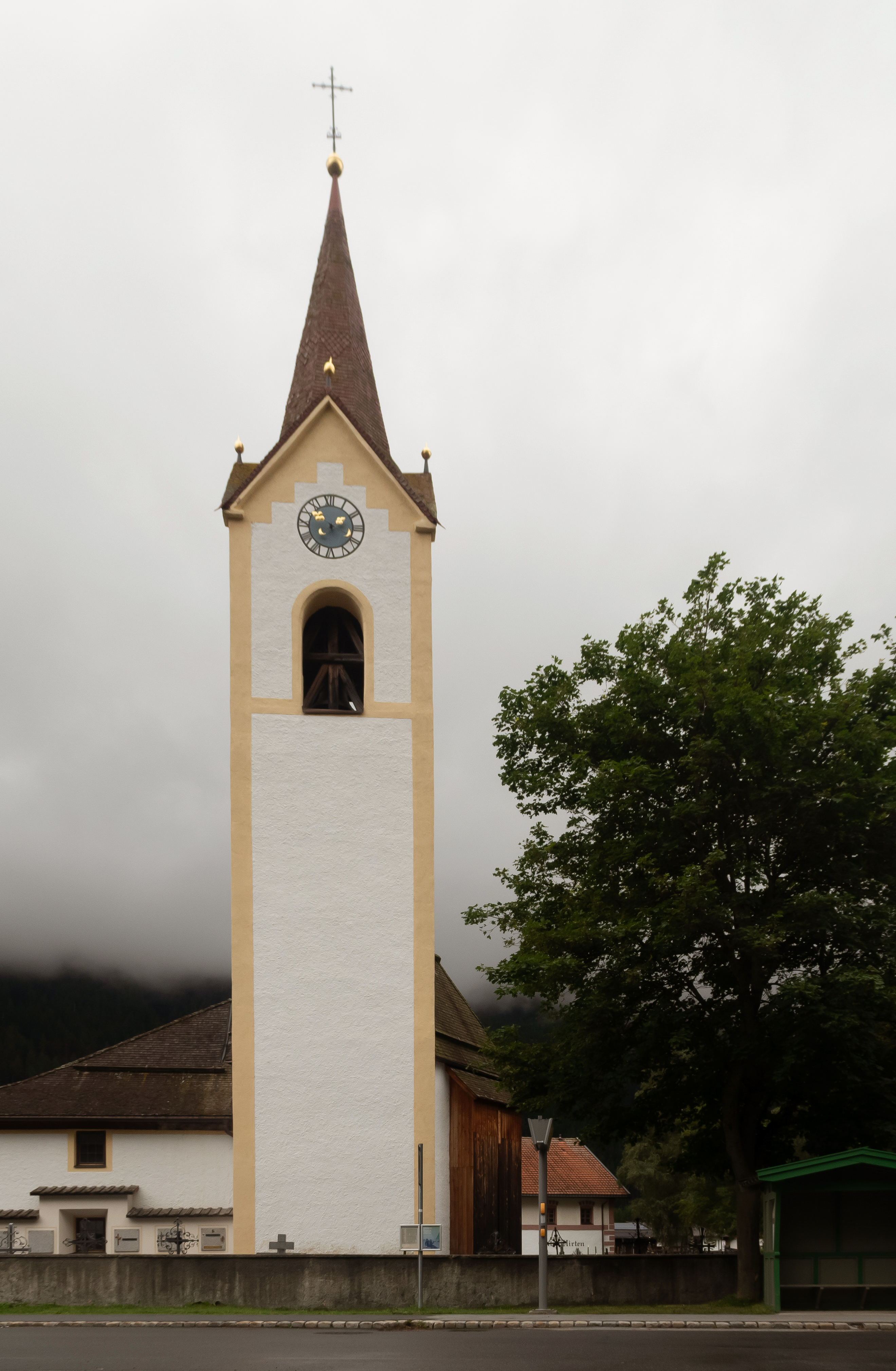
Iglesia en Huben
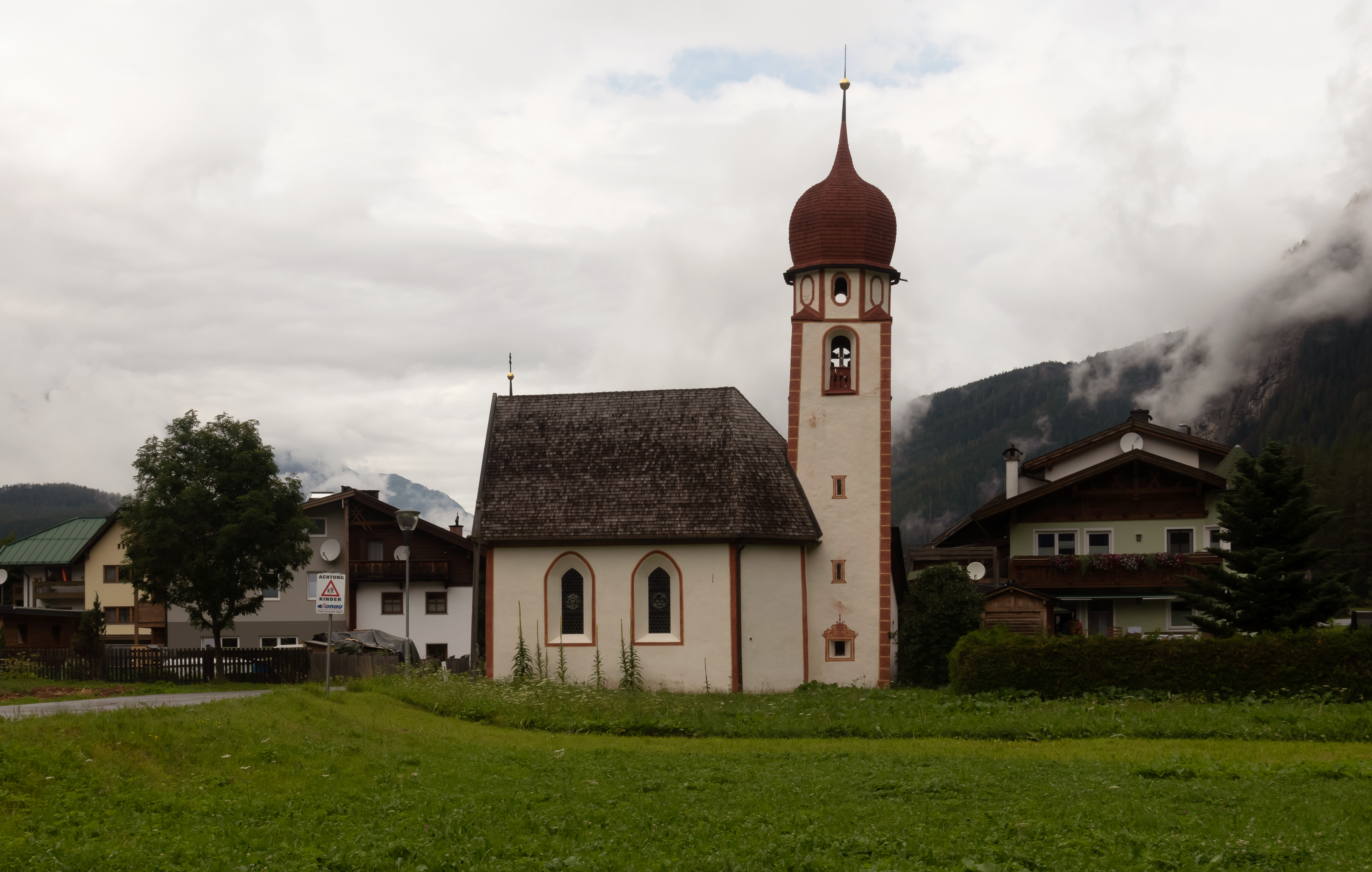
Capilla (Kapelle Mariahilf) en Dorf
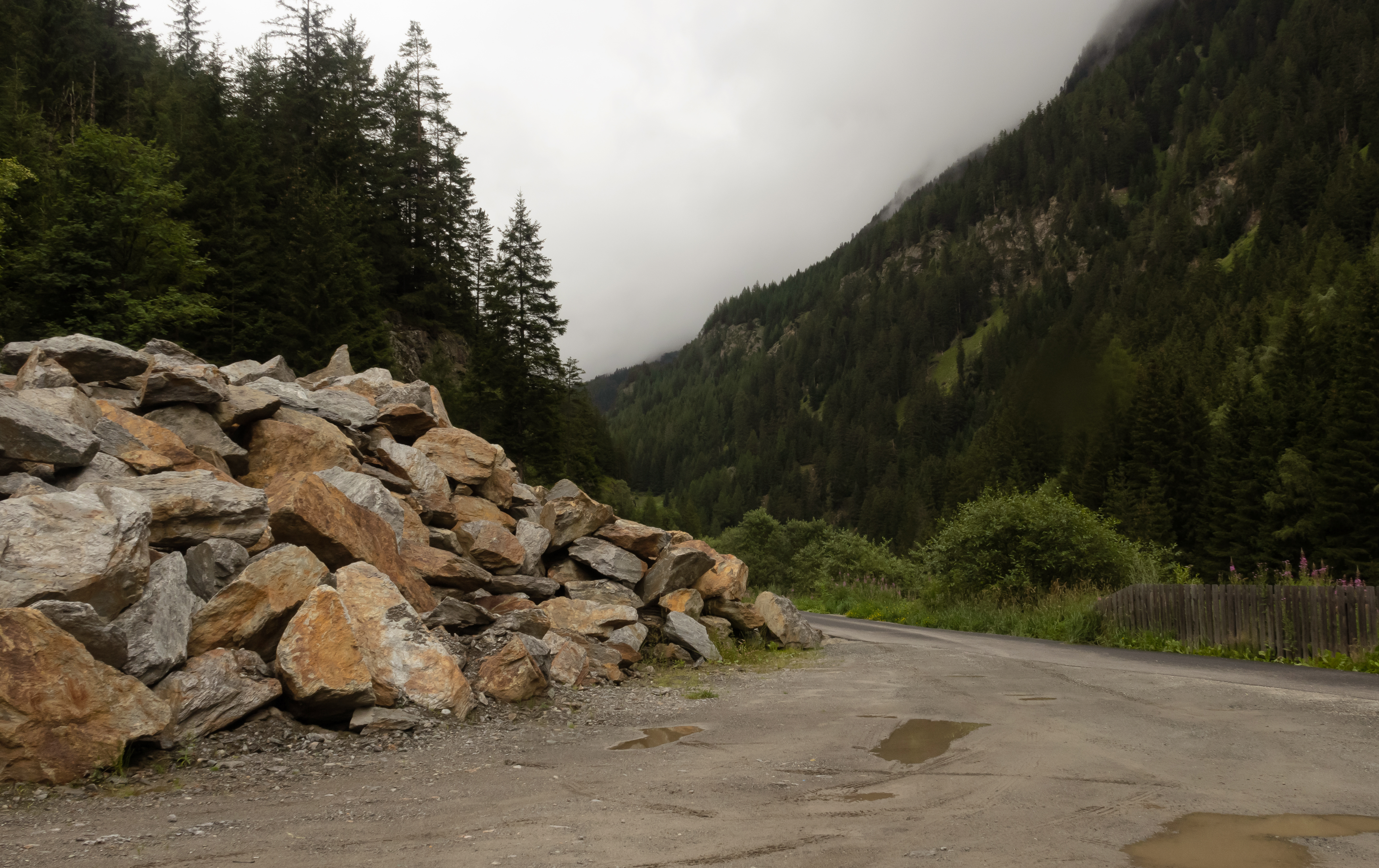
Rocas en el Waldwegbrücke cerca Aschbach
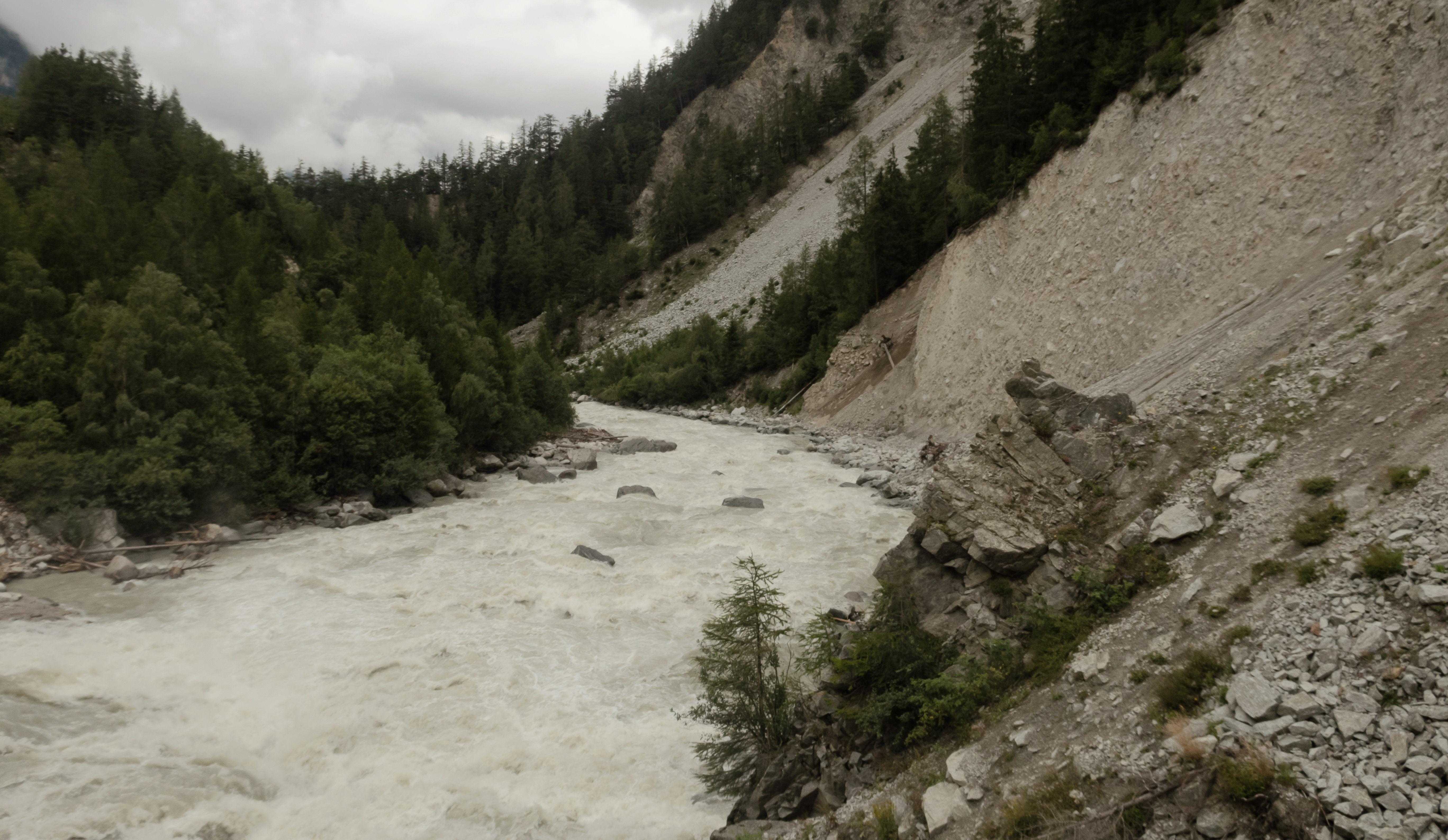
Rio Ötztaler Ache entre Längenfeld y Umhausen
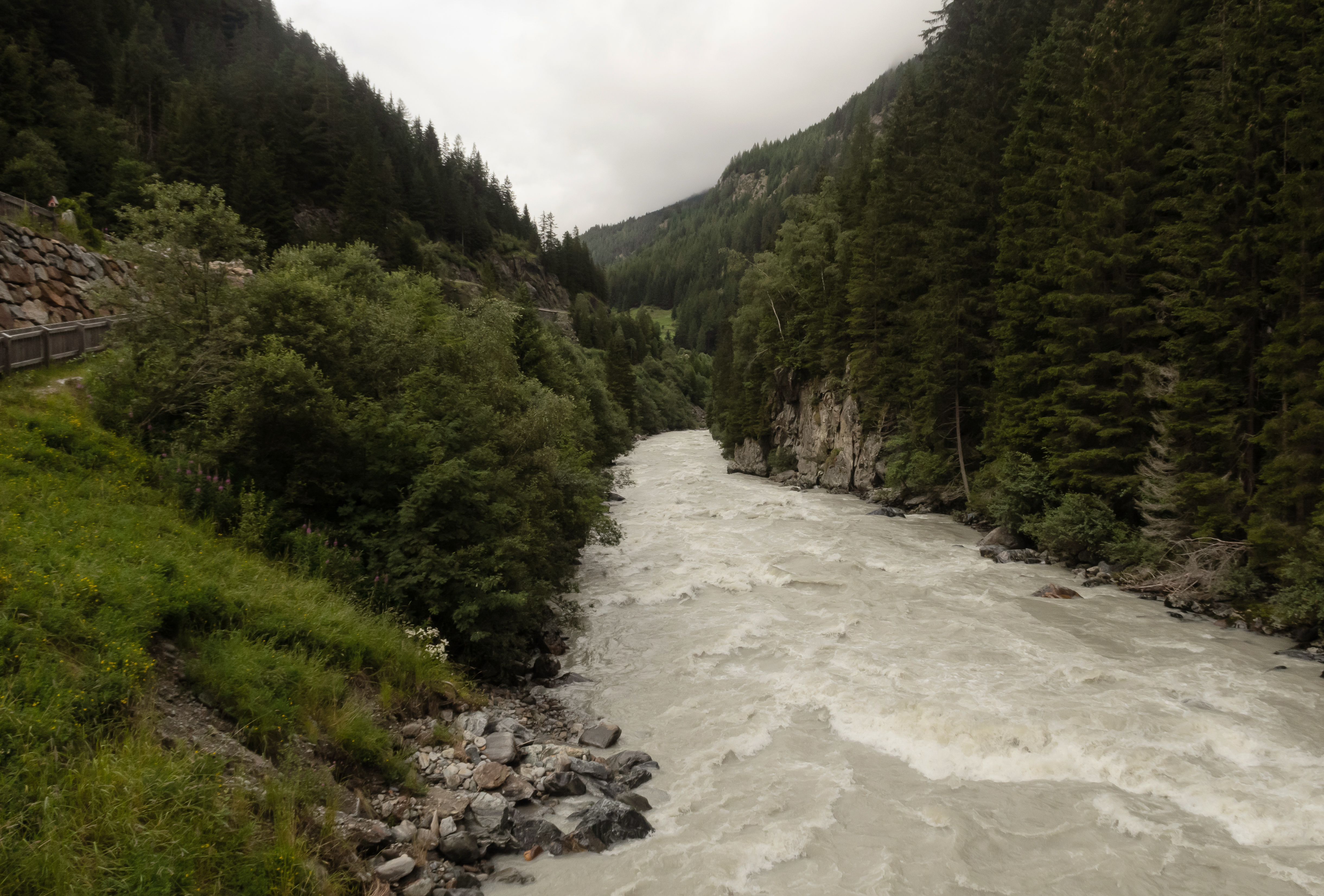
Rio Ötztaler Ache cerca Aschbach